# Bornholm
 Ovo je glavno značenje pojma Bornholm. Za druga značenja pogledajte Bornholm (razdvojba).
Bornholm (danski IPA: [b̥ʌnˈhʌlˀm] ili [bɔʀnˈhɔlˀm] ) je danski otok u Baltičkom moru. Na staronordijskom otok je nosio naziv Burgundaholmr (doslovno:otok Burgunda) 

## Zemljopis
Otok se nalazi 150 kilometara jugoistočno od Kopenhagena, 80 kilometara sjeveroistočno od Rigena i 40 kilometara od južne obale Švedske. U pravcu sjeverozapad-jugoistok dug je 40 kilometara, najveća širina otoka je 30 kilometara. Dužina obale je 158 kilometara. Reljef otoka je blago brdovit, formirali su ga ledenjaci u povlačenju, a najviši vrh je na 162 metra, a obala je stjenovita. Najviši vodopad Danske Dondlafald, visok je 22 metra i nalazi se na ovom otoku.

## Jezik
Velik dio stanovništva govori bornholmski ,koji se smatra danskim dijalektom.Sveudilj, među mnogim stanovnicima Bornholma postoji sklonost da se prizna kao jezik. Tomu ide u prilog i činjenica da je nedavno uvršten u jezike švedske županije Skåneland te među ugrožene jezike od strane UNESCO-a. Bornholmski sadrži tri gramatička roda poput islandskog i većine narječja norveškog jezika, koji pak ne postoje u standardnom danskom jeziku. Govornici švedskog jezika ga smatraju razumljivijim od književnog danskog, dok ga govornici ostalih danskih narječja smatraju manje razumljivim. Izgovor ima sličnost sa švedskim narječjima iz Skanije.

## Stanovništvo
Prema podacima iz 2010. godine na otoku živi 42.154 stanovnika, dok je prosječna gustoća naseljenosti 71,9 stan./km2 .

## Vanjske poveznice
- Informacije o otoku

### Ostali projekti
|  | Zajednički poslužitelj ima još gradiva o temi Bornholm |